# タイコンデロガ (ミサイル巡洋艦)
タイコンデロガ（USS Ticonderoga, DDG/CG-47）は、アメリカ海軍のミサイル巡洋艦。愛称 "Tico"、タイコンデロガ級ミサイル巡洋艦のネームシップ。アメリカ海軍の同名の艦としては5代目にあたる。母港はミシシッピ州パスカグーラであった。

## 艦歴

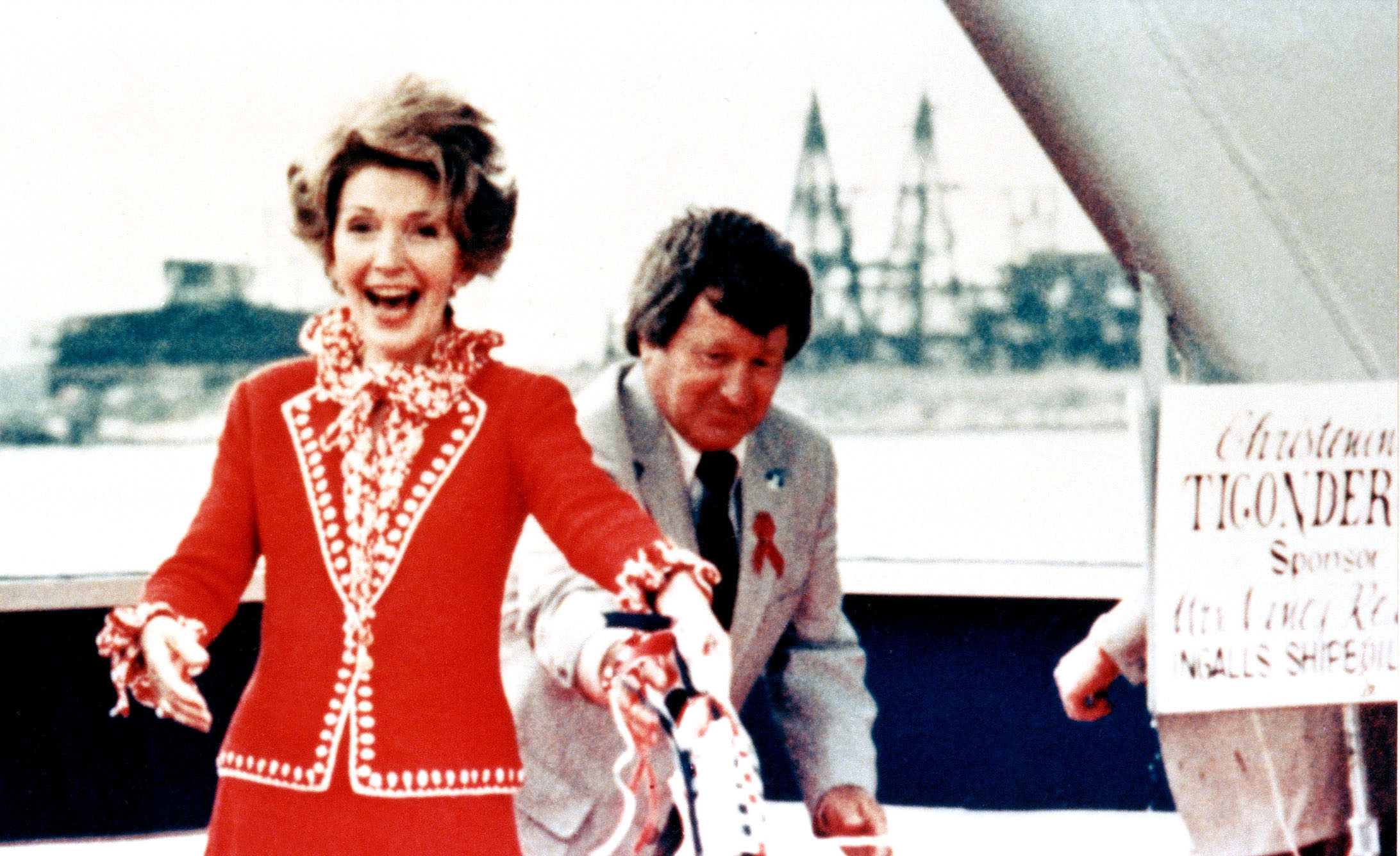
艦に洗礼を施すナンシー・レーガン 1981年5月16日

海軍はスプルーアンス級駆逐艦の船体を流用して最初のイージス巡洋艦を建造した。建造契約は1978年9月22日にインガルス造船所に与えられた。タイコンデロガは当初ミサイル駆逐艦 (DDG) として発注されたが、起工前の1980年1月にミサイル巡洋艦 (CG) として再発注された。
1980年1月21日に起工したタイコンデロガは、1981年4月25日に進水した。1981年5月16日の進水式ではファーストレディのナンシー・レーガンが艦の命名と洗礼を行った。1982年12月13日に海軍に引き渡され、1983年1月22日に就役した。
タイコンデロガは2004年8月3日に最後の任務のカリブ海での麻薬取引監視を完了し、9月30日に退役した。その後の処分は未定のまま、フィラデルフィアの不活性艦艇保管施設で保管されている。
タイコンデロガは海軍によって博物艦船として寄贈する計画が持ち上がったものの実現せず、2020年10月、近い将来に廃棄されることとなった旨の記事が公開された。